# 商業乗員輸送開発

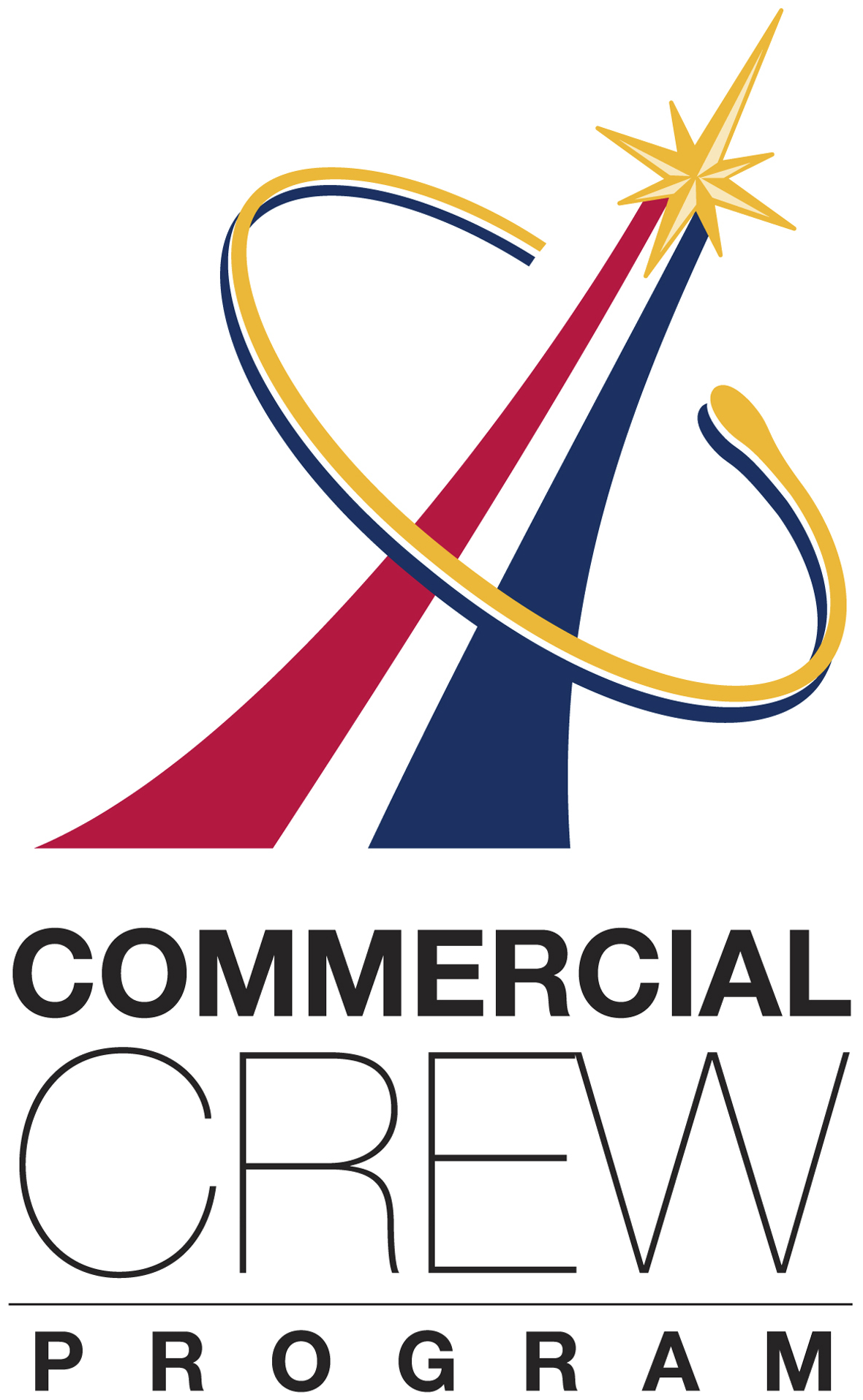
商業乗員輸送開発のロゴマーク

商業乗員輸送開発（しょうぎょうじょういんゆそうかいはつ、英語: Commercial Crew Development: CCDev）は、アメリカ航空宇宙局 (NASA) が進める政府の資金供給で民間企業の主導によって開発された、宇宙船で乗員を国際宇宙ステーション (ISS) へ送るための宇宙技術開発計画である。
複数のマイルストーンが設定されており、一定の条件を満たさない企業は落とされ、最終的にCST-100とドラゴン2が選定された。ドラゴン2は2020年5月に、CST-100は2024年6月に、ISSへの有人飛行を達成した。

## 段階

### CCDev 1
第一段階の提案の採択。2010年に以下の5社が選定された。
- シエラ・ネヴァダ・コーポレーション
- ボーイング
- ユナイテッド・ローンチ・アライアンス
- ブルーオリジン
- パラゴン・スペース・デベロップメント

### CCDev 2
第一段階の提案の採択。2011年4月18日に以下の4社が選定された。
- ボーイング
- シエラ・ネヴァダ・コーポレーション
- スペースX
- ブルーオリジン

### CCiCap
もともとCCDev 3として知られている商業乗員統合能力 (CCiCap) は、提案の詳細の段階だった。2012年8月3日に以下の3候補が選定された。
- ボーイング - CST-100 / アトラス V
- スペースX - ドラゴン2 / ファルコン9
- シエラ・ネヴァダ・コーポレーション - ドリームチェイサー / アトラス V

### 製品認証契約第1段階
提案された製品の認証の第一段階。2012年12月10日に上記3候補が引き続き選定された。

### 製品認証契約第2段階
提案された製品の認証の第二段階。2014年9月16日に以下の2候補が選定された。
- ボーイング - CST-100 / アトラス V
- スペースX - ドラゴン2 / ファルコン9

後に明らかになったNASAの内部メモによると、NASAはCST-100を高価だが確実な案、ドラゴン2を最も安い案と評価しており、ドリームチェイサーはコスト面で両者の中間だが開発スケジュールの不確実性が高いと評価された。